# 朝宮御殿

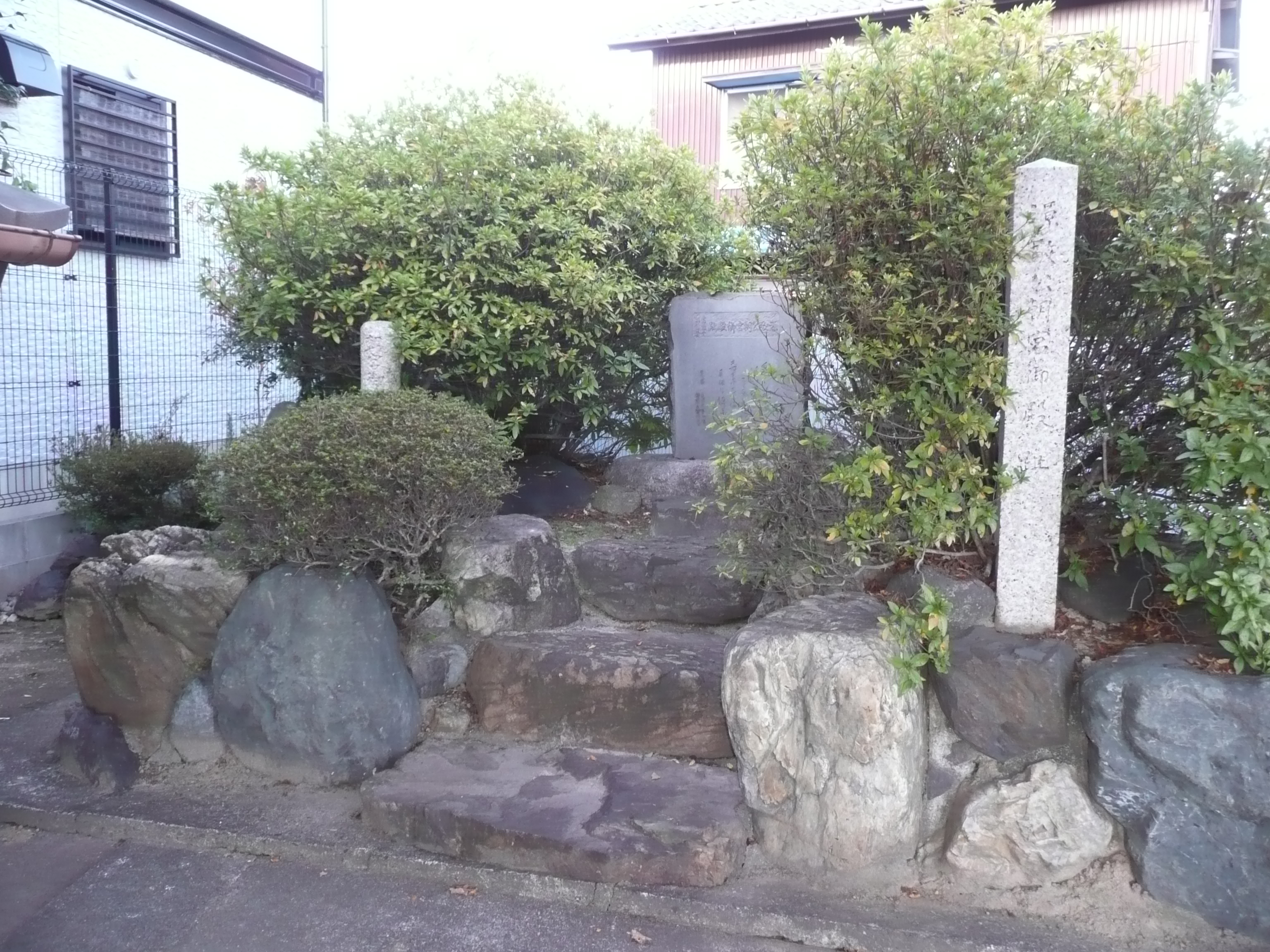
朝宮御殿の碑

朝宮御殿（あさみやごてん）は、江戸時代に現在の愛知県春日井市に存在した建築物。

## 概要
寛永年間（1624年 - 1643年）徳川義直が鷹狩りの際の休息場として造営された仮殿である。
御殿周辺に広がっていた荒野（春日井原）一帯に生息していたヒバリが主な獲物だったといわれている。建物跡地に石碑が建立されたが土地区画整理に伴って朝宮神社に隣接した所に移動された。

## 所在地
- 愛知県春日井市朝宮町1丁目11-1北緯35度15分4.9秒 東経136度57分35.2秒 / 北緯35.251361度 東経136.959778度座標: 北緯35度15分4.9秒 東経136度57分35.2秒 / 北緯35.251361度 東経136.959778度